# Benín en los Juegos Olímpicos de Atlanta 1996
Benín estuvo representado en los Juegos Olímpicos de Atlanta 1996 por un total de 5 deportistas, 4 hombres y una mujer, que compitieron en atletismo.
La portadora de la bandera en la ceremonia de apertura fue la atleta Laure Kuetey. El equipo olímpico beninés no obtuvo ninguna medalla en estos Juegos.